# Takamatsuzuka
Takamatsuzuka (jap. 高松塚古墳 Takamatsuzuka kofun) – datowany na VII wiek kurhan (kofun), znajdujący się w miejscowości Asuka w prefekturze Nara w Japonii.

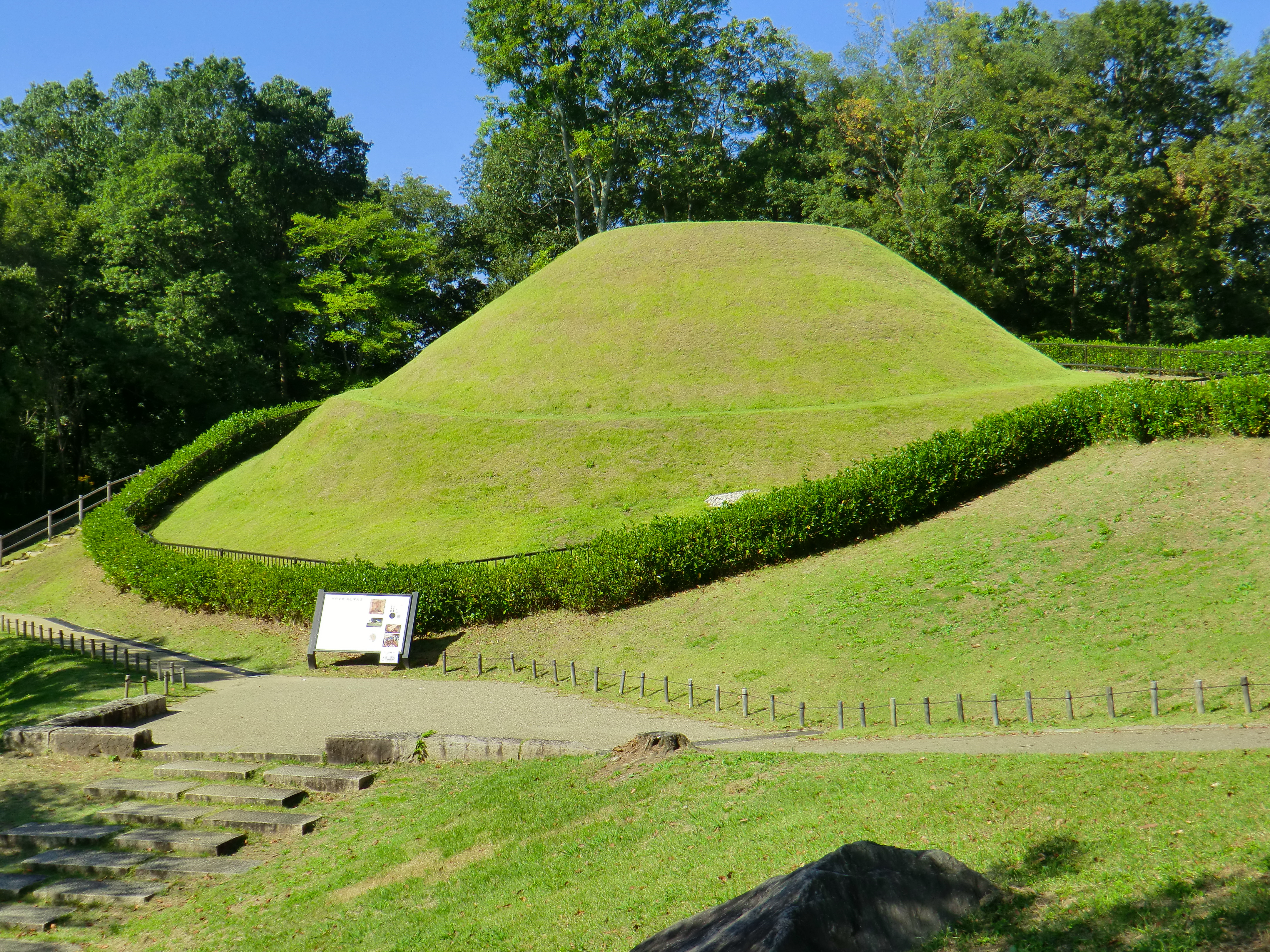
Kurhan Takamatsuzuka

Wysoki na 5 metrów kurhan ma średnicę 18 metrów. Jego wnętrze przebadane zostało w 1972 roku. Znajduje się w nim niewielka komora grobowa o długości 2,6 m, szerokości 1 m i wysokości 1,1 m. W komorze złożono przedmioty pochodzenia chińskiego oraz kości około 40-letniego mężczyzny, umieszczone w drewnianej skrzyni. Tożsamość mężczyzny pozostaje nieznana, był to najprawdopodobniej jakiś członek rodu panującego lub arystokrata. Zdaniem części badaczy szczątki mogą należeć do księcia Takechi (654-696), syna cesarza Temmu.
Ściany komory grobowej ozdobiono malowidłem ściennym przedstawiającym usytuowane naprzeciw siebie dwie grupy liczące po 4 kobiety i 4 mężczyzn, oddzielone od siebie wizerunkami czterech bóstw (Seiryū, Genbu, Byakko, Suzaku). Na suficie znajdują się namalowane czerwoną farbą 72 punkty, przedstawiające 28 konstelacji niebieskich. Autor malowidła najprawdopodobniej był cudzoziemcem – dekoracje malarskie przypominają te znane z grobowców koreańskiego państwa Goguryeo.